# Convocazioni per la FIFA Confederations Cup 2001
Elenco dei giocatori convocati da ciascuna Nazionale di calcio partecipante alla FIFA Confederations Cup 2001.

## Gruppo A

### Australia
Allenatore:  Frank Farina
| N. | Pos. | Giocatore          | Data nascita (età)         | Pres. | Squadra                 |
| -- | ---- | ------------------ | -------------------------- | ----- | ----------------------- |
| 1  | P    | Mark Schwarzer     | 6 ottobre 1972 (28 anni)   |       | Middlesbrough           |
| 2  | D    | Kevin Muscat       | 7 agosto 1973 (27 anni)    |       | Wolverhampton Wanderers |
| 3  | D    | Craig Moore        | 12 dicembre 1975 (25 anni) |       | Rangers                 |
| 4  | C    | Paul Okon          | 5 aprile 1972 (29 anni)    |       | Middlesbrough           |
| 5  | D    | Tony Vidmar        | 4 luglio 1970 (30 anni)    |       | Rangers                 |
| 6  | D    | Tony Popović       | 4 luglio 1973 (27 anni)    |       | Sanfrecce Hiroshima     |
| 7  | C    | Josip Skoko        | 10 dicembre 1975 (25 anni) |       | Racing Genk             |
| 8  | C    | Stan Lazaridis     | 16 agosto 1972 (28 anni)   |       | Birmingham City         |
| 9  | A    | John Aloisi        | 5 febbraio 1976 (25 anni)  |       | Coventry City           |
| 10 | C    | Brett Emerton      | 22 febbraio 1979 (22 anni) |       | Feyenoord               |
| 11 | A    | David Zdrilić      | 13 aprile 1974 (27 anni)   |       | Unterhaching            |
| 12 | P    | Clint Bolton       | 22 agosto 1975 (25 anni)   |       | Sydney Olympic          |
| 13 | C    | Mark Bresciano     | 11 febbraio 1980 (21 anni) |       | Empoli                  |
| 14 | D    | Shaun Murphy       | 5 novembre 1970 (30 anni)  |       | Sheffield United        |
| 15 | D    | Hayden Foxe        | 23 giugno 1977 (23 anni)   |       | West Ham United         |
| 16 | D    | Steve Horvat       | 14 marzo 1971 (30 anni)    |       | Melbourne Knights       |
| 17 | C    | Steve Corica       | 24 marzo 1973 (28 anni)    |       | Sanfrecce Hiroshima     |
| 18 | C    | Scott Chipperfield | 30 dicembre 1975 (25 anni) |       | Wollongong Wolves       |
| 19 | C    | Aurelio Vidmar     | 3 febbraio 1967 (34 anni)  |       | Adelaide City           |
| 20 | A    | Clayton Zane       | 12 luglio 1977 (23 anni)   |       | Lillestrøm              |
| 21 | A    | Archie Thompson    | 23 ottobre 1978 (22 anni)  |       | Marconi Stallions       |
| 22 | A    | Mile Sterjovski    | 27 maggio 1979 (22 anni)   |       | Lilla                   |
| 23 | P    | Frank Juric        | 28 ottobre 1973 (27 anni)  |       | Bayer Leverkusen        |

### Francia
Allenatore:  Roger Lemerre
| N. | Pos. | Giocatore          | Data nascita (età)          | Pres. | Squadra             |
| -- | ---- | ------------------ | --------------------------- | ----- | ------------------- |
| 1  | P    | Ulrich Ramé        | 19 settembre 1972 (28 anni) |       | Bordeaux            |
| 2  | D    | Willy Sagnol       | 18 marzo 1977 (24 anni)     |       | Bayern Monaco       |
| 3  | D    | Bixente Lizarazu   | 9 dicembre 1969 (31 anni)   |       | Bayern Monaco       |
| 4  | C    | Patrick Vieira     | 23 giugno 1976 (24 anni)    |       | Arsenal             |
| 5  | D    | Nicolas Gillet     | 8 novembre 1976 (24 anni)   |       | Nantes              |
| 6  | C    | Youri Djorkaeff    | 9 marzo 1968 (33 anni)      |       | Kaiserslautern      |
| 7  | C    | Robert Pirès       | 29 ottobre 1973 (27 anni)   |       | Arsenal             |
| 8  | D    | Marcel Desailly    | 7 settembre 1968 (32 anni)  |       | Chelsea             |
| 9  | A    | Nicolas Anelka     | 14 marzo 1979 (22 anni)     |       | Paris Saint-Germain |
| 10 | C    | Éric Carrière      | 24 maggio 1973 (28 anni)    |       | Nantes              |
| 11 | A    | Sylvain Wiltord    | 10 maggio 1974 (27 anni)    |       | Arsenal             |
| 12 | P    | Grégory Coupet     | 31 dicembre 1972 (28 anni)  |       | Lione               |
| 13 | D    | Mikaël Silvestre   | 9 agosto 1977 (23 anni)     |       | Manchester Utd      |
| 14 | A    | Frédéric Née       | 18 aprile 1975 (26 anni)    |       | Bastia              |
| 15 | D    | Jérémie Bréchet    | 14 agosto 1979 (21 anni)    |       | Lione               |
| 16 | C    | Olivier Dacourt    | 25 settembre 1974 (26 anni) |       | Leeds United        |
| 17 | A    | Steve Marlet       | 10 gennaio 1974 (27 anni)   |       | Lione               |
| 18 | D    | Frank Lebœuf       | 22 gennaio 1968 (33 anni)   |       | Chelsea             |
| 19 | C    | Christian Karembeu | 3 dicembre 1970 (30 anni)   |       | Middlesbrough       |
| 20 | D    | Zoumana Camara     | 3 aprile 1979 (22 anni)     |       | Olympique Marsiglia |
| 21 | A    | Christophe Dugarry | 24 marzo 1972 (29 anni)     |       | Bordeaux            |
| 22 | C    | Laurent Robert     | 21 maggio 1975 (26 anni)    |       | Paris Saint-Germain |
| 23 | P    | Mickaël Landreau   | 14 maggio 1979 (22 anni)    |       | Nantes              |

### Corea del Sud
Allenatore:  Guus Hiddink
| N. | Pos. | Giocatore      | Data nascita (età)          | Pres. | Squadra                 |
| -- | ---- | -------------- | --------------------------- | ----- | ----------------------- |
| 1  | P    | Lee Woon-jae   | 26 aprile 1973 (28 anni)    |       | Sangmu                  |
| 2  | D    | Kang Chul      | 2 novembre 1971 (29 anni)   |       | LASK Linz               |
| 3  | D    | Choi Sung-Yong | 25 dicembre 1975 (25 anni)  |       | LASK Linz               |
| 4  | D    | Song Chong-gug | 20 febbraio 1979 (22 anni)  |       | Busan I'cons            |
| 5  | D    | Park Yong-Ho   | 25 marzo 1981 (20 anni)     |       | Anyang LG Cheetahs      |
| 6  | C    | Yoo Sang-Chul  | 18 ottobre 1971 (29 anni)   |       | Kashiwa Reysol          |
| 7  | D    | Kim Tae-Young  | 8 novembre 1970 (30 anni)   |       | Chunnam Dragons         |
| 8  | C    | Yoon Jung-Hwan | 16 febbraio 1973 (28 anni)  |       | Cerezo Osaka            |
| 9  | A    | Kim Do-hoon    | 21 luglio 1970 (30 anni)    |       | Jeonbuk Hyundai Motors  |
| 10 | A    | Choi Yong-soo  | 10 settembre 1973 (27 anni) |       | JEF United Ichihara     |
| 11 | A    | Seol Ki-Hyeon  | 8 gennaio 1979 (22 anni)    |       | Anversa                 |
| 12 | P    | Kim Yong-Dae   | 11 ottobre 1979 (21 anni)   |       | Yonsei University       |
| 13 | D    | Seo Deok-Kyu   | 22 ottobre 1978 (22 anni)   |       | Ulsan Hyundai Horang-i  |
| 14 | C    | Seo Dong-Won   | 14 agosto 1975 (25 anni)    |       | Suwon Samsung Bluewings |
| 15 | D    | Lee Min-Sung   | 23 giugno 1973 (27 anni)    |       | Sangmu                  |
| 16 | A    | Ahn Hyo-Yeon   | 16 aprile 1978 (23 anni)    |       | Kyoto Purple Sanga      |
| 17 | C    | Ha Seok-Ju     | 20 febbraio 1968 (33 anni)  |       | Pohang Steelers         |
| 18 | A    | Hwang Sun-hong | 14 luglio 1968 (32 anni)    |       | Kashiwa Reysol          |
| 19 | C    | Lee Young-Pyo  | 23 aprile 1977 (24 anni)    |       | Anyang LG Cheetahs      |
| 20 | D    | Hong Myung-Bo  | 12 febbraio 1969 (32 anni)  |       | Kashiwa Reysol          |
| 21 | C    | Park Ji-sung   | 25 febbraio 1981 (20 anni)  |       | Kyoto Purple Sanga      |
| 22 | C    | Ko Jong-Soo    | 30 ottobre 1978 (22 anni)   |       | Suwon Samsung Bluewings |
| 23 | P    | Choi Eun-Sung  | 5 aprile 1971 (30 anni)     |       | Daejeon Citizen         |

### Messico
Allenatore:  Javier Aguirre
| N. | Pos. | Giocatore             | Data nascita (età)          | Pres. | Squadra      |
| -- | ---- | --------------------- | --------------------------- | ----- | ------------ |
| 1  | P    | Oswaldo Sánchez       | 21 settembre 1973 (27 anni) |       | Guadalajara  |
| 2  | D    | Claudio Suárez        | 17 dicembre 1968 (32 anni)  |       | Tigres       |
| 3  | D    | Joaquín Beltrán       | 29 aprile 1977 (24 anni)    |       | UNAM Pumas   |
| 4  | D    | David Oteo            | 27 luglio 1973 (27 anni)    |       | Tigres       |
| 5  | C    | Duilio Davino         | 21 marzo 1976 (25 anni)     |       | Club América |
| 6  | C    | Marco Antonio Ruiz    | 12 luglio 1969 (31 anni)    |       | Guadalajara  |
| 7  | C    | José David Rangel     | 12 novembre 1969 (31 anni)  |       | Toluca       |
| 8  | C    | Juan Pablo Rodríguez  | 7 agosto 1979 (21 anni)     |       | Atlas        |
| 9  | C    | José Manuel Abundis   | 11 giugno 1973 (27 anni)    |       | Atlante      |
| 10 | A    | Jared Borgetti        | 14 agosto 1973 (27 anni)    |       | Santos       |
| 11 | A    | Daniel Osorno         | 16 marzo 1979 (22 anni)     |       | Atlas        |
| 12 | P    | Erubey Cabuto         | 6 settembre 1975 (25 anni)  |       | Atlas        |
| 13 | C    | Pável Pardo           | 26 luglio 1976 (24 anni)    |       | Club América |
| 14 | C    | Germán Villa          | 2 aprile 1973 (28 anni)     |       | Club América |
| 15 | A    | Antonio de Nigris     | 1º aprile 1978 (23 anni)    |       | Monterrey    |
| 16 | C    | Alberto Coyote        | 26 marzo 1967 (34 anni)     |       | Guadalajara  |
| 17 | D    | Octavio Valdez        | 7 dicembre 1973 (27 anni)   |       | Pachuca      |
| 18 | C    | Cesáreo Victorino     | 19 marzo 1979 (22 anni)     |       | Pachuca      |
| 19 | C    | Joaquín Reyes         | 20 febbraio 1978 (23 anni)  |       | Santos       |
| 20 | C    | Víctor Ruiz del Valle | 7 giugno 1969 (31 anni)     |       | Toluca       |
| 21 | C    | Luis Ernesto Pérez    | 12 gennaio 1981 (20 anni)   |       | Necaxa       |
| 22 | D    | Hugo Guillermo Chávez | 16 ottobre 1976 (24 anni)   |       | Morelia      |
| 23 | P    | Oscar Dautt           | 8 giugno 1976 (24 anni)     |       | Puebla       |

## Gruppo B

### Brasile
Allenatore:  Émerson Leão
| N. | Pos. | Giocatore        | Data nascita (età)          | Pres. | Squadra             |
| -- | ---- | ---------------- | --------------------------- | ----- | ------------------- |
| 1  | P    | Dida             | 7 ottobre 1973 (27 anni)    |       | Milan               |
| 2  | D    | Zé Maria         | 25 luglio 1973 (27 anni)    |       | Perugia             |
| 3  | D    | Lúcio            | 8 maggio 1978 (23 anni)     |       | Bayer Leverkusen    |
| 4  | D    | Edmílson         | 10 luglio 1976 (24 anni)    |       | Lione               |
| 5  | C    | Léomar           | 26 giugno 1971 (29 anni)    |       | Recife              |
| 6  | D    | Gustavo Nery     | 22 luglio 1977 (23 anni)    |       | San Paolo           |
| 7  | A    | Leandro          | 6 agosto 1977 (23 anni)     |       | Fiorentina          |
| 8  | C    | Vampeta          | 13 marzo 1974 (27 anni)     |       | Paris Saint-Germain |
| 9  | A    | Sonny Anderson   | 19 settembre 1970 (30 anni) |       | Lione               |
| 10 | C    | Robert           | 3 aprile 1971 (30 anni)     |       | Santos              |
| 11 | A    | Carlos Miguel    | 2 giugno 1972 (28 anni)     |       | San Paolo           |
| 12 | P    | Carlos Germano   | 14 agosto 1970 (30 anni)    |       | Portuguesa          |
| 13 | D    | Evanílson        | 12 settembre 1975 (25 anni) |       | Borussia Dortmund   |
| 14 | D    | César            | 16 novembre 1975 (25 anni)  |       | Rennes              |
| 15 | D    | Cláudio Caçapa   | 29 maggio 1976 (25 anni)    |       | Lione               |
| 16 | D    | Leo              | 6 luglio 1975 (25 anni)     |       | Santos              |
| 17 | A    | Vágner           | 19 marzo 1973 (28 anni)     |       | Celta Vigo          |
| 18 | C    | Fábio Rochemback | 10 dicembre 1981 (19 anni)  |       | Internacional       |
| 19 | C    | Júlio Baptista   | 1º ottobre 1981 (19 anni)   |       | San Paolo           |
| 20 | C    | Ramon            | 30 giugno 1972 (28 anni)    |       | Fluminense          |
| 21 | A    | Washington       | 1º aprile 1975 (26 anni)    |       | Ponte Preta         |
| 22 | A    | Magno Alves      | 13 gennaio 1976 (25 anni)   |       | Fluminense          |
| 23 | P    | Fábio Costa      | 27 novembre 1977 (23 anni)  |       | Santos              |

### Camerun
Allenatore:  Winfried Schäfer
| N. | Pos. | Giocatore          | Data nascita (età)         | Pres. | Squadra             |
| -- | ---- | ------------------ | -------------------------- | ----- | ------------------- |
| 1  | P    | Alioum Boukar      | 3 gennaio 1972 (29 anni)   |       | Samsunspor          |
| 2  | D    | Bill Tchato        | 14 maggio 1975 (26 anni)   |       | Montpellier         |
| 3  | D    | Pierre Womé        | 26 marzo 1979 (22 anni)    |       | Bologna             |
| 4  | D    | Rigobert Song      | 1º luglio 1976 (24 anni)   |       | West Ham United     |
| 5  | D    | Raymond Kalla      | 24 aprile 1975 (26 anni)   |       | Extremadura         |
| 6  | D    | Pierre Njanka      | 15 marzo 1975 (26 anni)    |       | Strasburgo          |
| 7  | A    | Bernard Tchoutang  | 2 settembre 1976 (24 anni) |       | Roda JC             |
| 8  | C    | Geremi Njitap      | 20 dicembre 1978 (22 anni) |       | Real Madrid         |
| 9  | A    | Samuel Eto'o       | 10 marzo 1981 (20 anni)    |       | Mallorca            |
| 10 | A    | Patrick Mboma      | 15 novembre 1970 (30 anni) |       | Parma               |
| 11 | D    | Lauren Etame Mayer | 19 gennaio 1977 (24 anni)  |       | Arsenal             |
| 12 | P    | Jacques Songo'o    | 17 marzo 1964 (37 anni)    |       | Deportivo La Coruña |
| 13 | D    | Daniel Moncharé    | 24 gennaio 1982 (19 anni)  |       | Sable               |
| 14 | C    | Joël Epalle        | 20 febbraio 1978 (23 anni) |       | Ethnikos Piraeus    |
| 15 | C    | Nicolas Alnoudji   | 9 dicembre 1979 (21 anni)  |       | Çaykur Rizespor     |
| 16 | D    | Olivier Tchatchoua | 4 aprile 1982 (19 anni)    |       | Sable               |
| 17 | C    | Marc-Vivien Foé    | 1º maggio 1975 (26 anni)   |       | Lione               |
| 18 | A    | Pius Ndiefi        | 5 luglio 1975 (25 anni)    |       | Sedan               |
| 19 | D    | Michel Pensée      | 16 giugno 1973 (27 anni)   |       | Aves                |
| 20 | C    | Salomon Olembé     | 8 dicembre 1980 (20 anni)  |       | Nantes              |
| 21 | A    | Joseph-Désiré Job  | 1º dicembre 1977 (23 anni) |       | Middlesbrough       |
| 22 | C    | Daniel Ngom Kome   | 19 maggio 1980 (21 anni)   |       | Levante             |
| 23 | P    | Idriss Kameni      | 18 febbraio 1984 (17 anni) |       | Le Havre            |

### Canada
Allenatore:  Holger Osieck
| N. | Pos. | Giocatore           | Data nascita (età)          | Pres. | Squadra                      |
| -- | ---- | ------------------- | --------------------------- | ----- | ---------------------------- |
| 1  | P    | Craig Forrest       | 20 settembre 1967 (33 anni) |       | West Ham United              |
| 2  | C    | Jeff Clarke         | 18 ottobre 1977 (23 anni)   |       | Portland Timbers             |
| 3  | D    | Mark Watson         | 8 settembre 1970 (30 anni)  |       | D.C. United                  |
| 4  | D    | Tony Menezes        | 24 novembre 1974 (26 anni)  |       | Botafogo                     |
| 5  | D    | Jason de Vos        | 2 gennaio 1974 (27 anni)    |       | Dundee United                |
| 6  | C    | Jason Bent          | 8 marzo 1977 (24 anni)      |       | Copenhagen                   |
| 7  | C    | Paul Stalteri       | 18 ottobre 1977 (23 anni)   |       | Werder Bremen                |
| 8  | C    | Nick Dasovic        | 5 dicembre 1968 (32 anni)   |       | St. Johnstone                |
| 9  | A    | Carlo Corazzin      | 25 dicembre 1971 (29 anni)  |       | Oldham Athletic              |
| 10 | C    | Davide Xausa        | 10 marzo 1976 (25 anni)     |       | Livingston                   |
| 11 | C    | Jim Brennan         | 8 maggio 1977 (24 anni)     |       | Nottingham Forest            |
| 12 | P    | Pat Onstad          | 13 gennaio 1968 (33 anni)   |       | Rochester Rhinos             |
| 13 | D    | Carl Fletcher       | 26 dicembre 1971 (29 anni)  |       | Montreal Impact              |
| 14 | C    | Daniel Imhof        | 22 novembre 1977 (23 anni)  |       | San Gallo                    |
| 15 | C    | Richard Hastings    | 18 maggio 1977 (24 anni)    |       | Inverness Caledonian Thistle |
| 16 | A    | Garret Kusch        | 26 settembre 1973 (27 anni) |       | Hønefoss                     |
| 17 | A    | Dwayne De Rosario   | 15 maggio 1978 (23 anni)    |       | San Jose Earthquakes         |
| 18 | C    | Tam Nsaliwa         | 28 gennaio 1982 (19 anni)   |       | Norimberga                   |
| 19 | A    | Paul Peschisolido   | 25 maggio 1971 (30 anni)    |       | Fulham                       |
| 20 | D    | Kevin James McKenna | 21 gennaio 1980 (21 anni)   |       | Hearts                       |
| 21 | C    | Marc Bircham        | 11 maggio 1978 (23 anni)    |       | Millwall                     |
| 23 | P    | Michael Franks      | 20 aprile 1977 (24 anni)    |       | Hibernian                    |

### Giappone
Allenatore:  Philippe Troussier
| N. | Pos. | Giocatore            | Data nascita (età)          | Pres. | Reti | Squadra              |
| -- | ---- | -------------------- | --------------------------- | ----- | ---- | -------------------- |
| 1  | P    | Yoshikatsu Kawaguchi | 15 agosto 1975 (25 anni)    | 43    | 0    | Yokohama F. Marinos  |
| 2  | D    | Kenichi Uemura       | 22 aprile 1974 (27 anni)    | 1     | 0    | Sanfrecce Hiroshima  |
| 3  | D    | Naoki Matsuda        | 14 marzo 1977 (24 anni)     | 16    | 0    | Yokohama F. Marinos  |
| 4  | D    | Ryūzō Morioka        | 7 ottobre 1975 (25 anni)    | 23    | 0    | Shimizu S-Pulse      |
| 5  | C    | Junichi Inamoto      | 18 settembre 1979 (21 anni) |       | 0    | Gamba Osaka          |
| 6  | D    | Toshihiro Hattori    | 23 settembre 1973 (27 anni) | 26    | 1    | Júbilo Iwata         |
| 7  | C    | Hidetoshi Nakata     | 22 gennaio 1977 (24 anni)   | 35    | 6    | Roma                 |
| 8  | C    | Hiroaki Morishima    | 30 aprile 1972 (29 anni)    | 48    | 10   | Cerezo Osaka         |
| 9  | A    | Akinori Nishizawa    | 18 giugno 1976 (24 anni)    | 18    | 8    | Espanyol             |
| 10 | C    | Atsuhiro Miura       | 24 luglio 1974 (26 anni)    | 14    | 1    | Tokyo Verdy 1969     |
| 11 | A    | Masashi Nakayama     | 23 settembre 1967 (33 anni) | 39    | 20   | Júbilo Iwata         |
| 12 | P    | Seigō Narazaki       | 11 aprile 1976 (25 anni)    | 15    | 0    | Nagoya Grampus Eight |
| 13 | A    | Yoshiteru Yamashita  | 21 novembre 1977 (23 anni)  | 0     | 0    | Avispa Fukuoka       |
| 14 | C    | Teruyoshi Itō        | 31 agosto 1974 (26 anni)    | 18    | 0    | Shimizu S-Pulse      |
| 15 | C    | Toshiya Fujita       | 4 ottobre 1971 (29 anni)    | 11    | 2    | Júbilo Iwata         |
| 16 | D    | Kōji Nakata          | 9 luglio 1979 (21 anni)     | 9     | 0    | Kashima Antlers      |
| 17 | C    | Tomokazu Myōjin      | 24 gennaio 1978 (23 anni)   | 11    | 2    | Kashiwa Reysol       |
| 18 | C    | Kazuyuki Toda        | 30 dicembre 1977 (23 anni)  | 0     | 0    | Shimizu S-Pulse      |
| 19 | A    | Tatsuhiko Kubo       | 18 giugno 1976 (24 anni)    | 7     | 0    | Sanfrecce Hiroshima  |
| 20 | D    | Yasuhiro Hato        | 4 maggio 1976 (25 anni)     | 1     | 0    | Yokohama F. Marinos  |
| 21 | C    | Shinji Ono           | 27 settembre 1979 (21 anni) | 15    | 1    | Urawa Reds           |
| 22 | A    | Takayuki Suzuki      | 5 giugno 1976 (24 anni)     | 1     | 0    | Kashima Antlers      |
| 23 | P    | Ryōta Tsuzuki        | 18 aprile 1978 (23 anni)    | 0     | 0    | Gamba Osaka          |